# Skoki narciarskie na Mistrzostwach Świata Juniorów w Narciarstwie Klasycznym 2008
Skoki narciarskie na Mistrzostwach Świata Juniorów w Narciarstwie Klasycznym 2008 – zawody w skokach narciarskich, przeprowadzone w dniach 27–29 lutego w Zakopanem, w ramach Mistrzostw Świata Juniorów w Narciarstwie Klasycznym 2008.
Wszystkie trzy konkurencje – dwie indywidualne (konkursy mężczyzn i kobiet) oraz jedna drużynowa (skoki mężczyzn) − zostały rozegrane na Średniej Krokwi. Konkurs kobiet był trzecią w historii rywalizacją o tytuł mistrzyni świata w skokach narciarskich, mężczyźni natomiast rywalizowali po raz trzydziesty.
W konkurencjach indywidualnych zwyciężyli: Andreas Wank (Niemcy) i Jacqueline Seifriedsberger (Austria), natomiast w rywalizacji drużynowej triumfowała reprezentacja Niemiec, która wystartowała w składzie: Felix Schoft, Severin Freund, Pascal Bodmer i Andreas Wank.
Wicemistrzami świata zostali Shōhei Tochimoto (Japonia) oraz Elena Runggaldier (Włochy) indywidualnie, zaś w konkurencji drużynowej ekipa Austrii. Brązowe medale zdobyli natomiast: w konkursach indywidualnych – Andreas Strolz (Austria) i Katja Požun (Słowenia), a w konkursie drużynowym zespół Polski.
Po raz drugi w historii, konkursy mistrzostw świata juniorów w skokach narciarskich przeprowadzono na terenie Polski. Wcześniej zawody tej rangi zostały rozegrane w 2001 roku w Karpaczu.
W 2006 roku podczas kongresu Międzynarodowej Federacji Narciarskiej w portugalskim Vilamour podjęto decyzję, o przedłużeniu wieku juniorskiego z 18 do 20 lat. Zmianę przeprowadzano stopniowo, na MŚJ w 2007 roku mogli startować zawodnicy 19-letni, a na MŚJ w 2008 roku po raz pierwszy mogli wystąpić zawodnicy 20-letni.
W zawodach wystartowało 121 skoczków i skoczkiń z 23 narodowych reprezentacji, w tym 83 mężczyzn i 38 kobiet.

## Przed mistrzostwami

### Przeniesienie zawodów
W 2001 roku po raz pierwszy mistrzostwa świata juniorów w narciarstwie klasycznym przeprowadzone zostały w Polsce – w Karpaczu. Organizator mistrzostw w 2008 roku – Szczyrk – był zatem drugą w historii miejscowością na terenie Polski, która została wybrana do przeprowadzenia imprezy tej rangi.
Początkowo zawody w skokach narciarskich miały odbyć się na obiekcie Skalite w Szczyrku, jednak ze względu na brak śniegu zdecydowano, że zawody zostaną rozegrane w Zakopanem.
Kiedy Szczyrk został wytypowany jako organizator Mistrzostw Świata Juniorów w Narciarstwie Klasycznym 2008, postawiono przed organizatorami duże wymagania. Głównym celem postawionym przed Tadeuszem Pilarzem – przewodniczącym komitetu organizacyjnego mistrzostw, była przebudowa kompleksu skoczni narciarskich Skalite. Pod koniec kwietnia 2007 roku zakończono konkurs na projektowanie zespołu skoczni, do dnia 30 maja miał być oddany projekt budowlany. Na początku sierpnia do Polski przyjechali delegaci Międzynarodowej Federacji Narciarskiej – Ulrich Wehling, Jürg Capol oraz Sepp Gratzer w celu skontrolowania przebiegu prowadzonych prac. Zgodnie z harmonogramem prac skocznia Skalite miała być gotowa 15 listopada, jednak na dwa miesiące przed rozpoczęciem mistrzostw organizatorzy musieli zmienić plany ze względu na brak czasu. 19 grudnia do Szczyrku ponownie przyjechał Ulrich Wehling i podczas tej wizyty ustalono, że w Beskidach nie odbędzie się konkurs Pucharu Świata B w kombinacji norweskiej, który miał być próbą generalną przed mistrzostwami świata juniorów. Zamiast niego obiekty narciarskie miały przejść sprawdzian podczas Pucharu Beskidów, imprezy rangi FIS-owskiej. 11 stycznia na stronie Międzynarodowej Federacji Narciarskiej pojawiła się informacja, że mistrzostwa świata juniorów w narciarstwie klasycznym odbędą się zgodnie z planem. Na tydzień przed planowanymi mistrzostwami, została ogłoszona wiadomość o przesunięciu zawodów na 21 lutego pod warunkiem, że na początku lutego zostaną rozegrane zawody w kombinacji norweskiej, jednak ze względu na niekorzystne warunki atmosferyczne zawody te zostały odwołane. 9 lutego 2008 roku pojawiła się oficjalna wiadomość o przeniesieniu mistrzostw świata juniorów ze Szczyrku do Zakopanego. Zawody miały się rozpocząć 25 lutego, a zakończyć 2 marca na Średniej Krokwi im. Bronisława Czecha.

### Faworyci konkursów

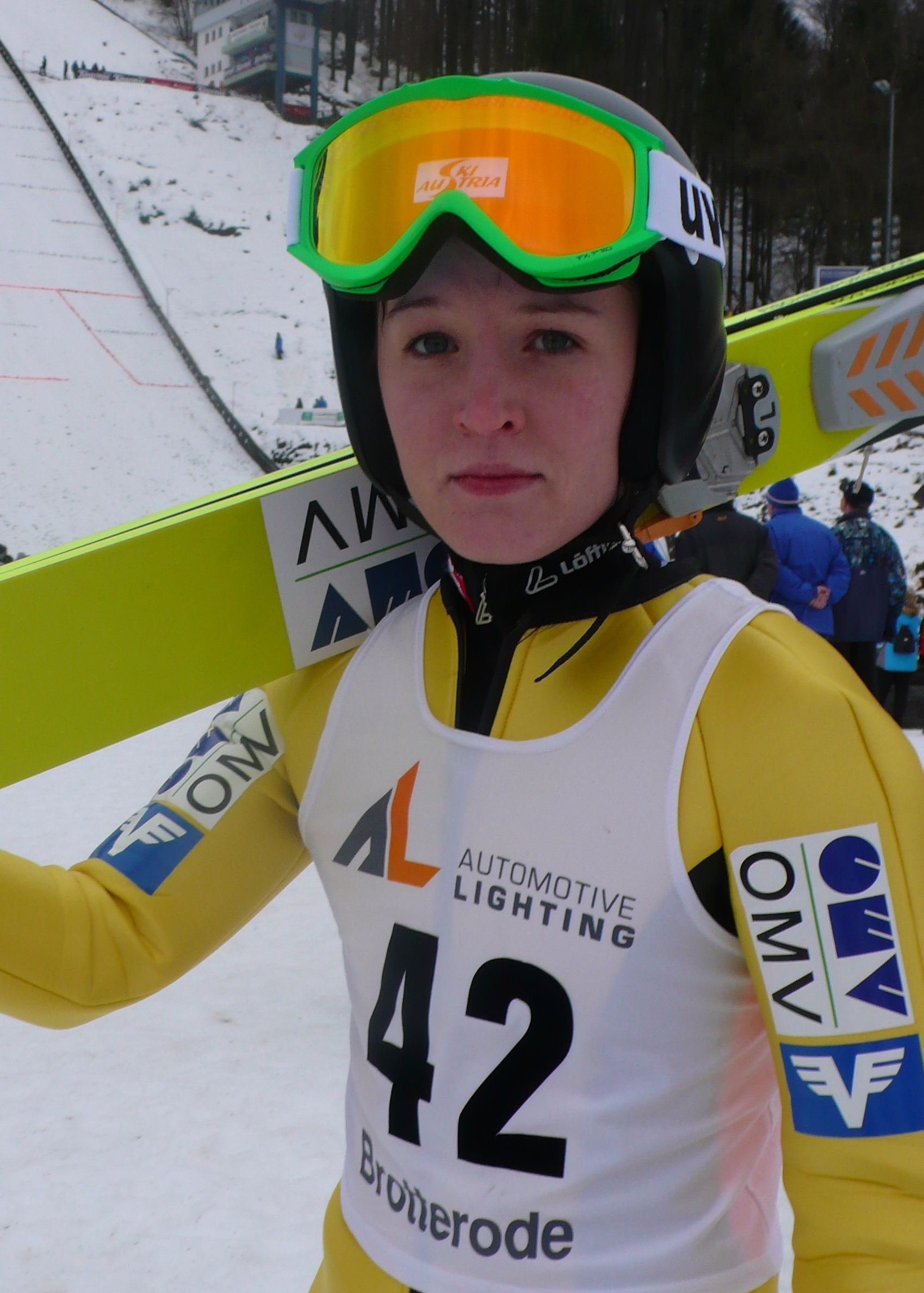
Jacqueline Seifriedsberger – typowana jako główna faworytka mistrzostw świata juniorów w Zakopanem.

Wśród faworytek do zwycięstwa w konkursie kobiet najczęściej wymieniano nazwisko Jacqueline Seifriedsberger (Austria), co było związane z ówczesną klasyfikacją Pucharu Kontynentalnego, w której zawodniczka zajmowała 3. miejsce. Spośród zawodniczek, które miały prawo do startu w mistrzostwach świata, najwyżej sklasyfikowane w Pucharze Kontynentalnym były: Salome Fuchs (Szwajcaria), Anna Häfele (Niemcy), Lisa Demetz (Włochy) i Avery Ardovino (Stany Zjednoczone). Tuż przed mistrzostwami, w konkursie Pucharu Kontynentalnego rozegranym w niemieckim Baiersbronn, wygrała Kanadyjka Atsuko Tanaka.
Faworytami w konkursach mężczyzn byli: Thomas Thurnbichler (Austria), Kim René Elverum Sorsell (Norwegia), Mario Innauer (Austria) i Mitja Mežnar (Słowenia), co było związane z klasyfikacją Pucharu Kontynentalnego. W Pucharze Świata najwyżej sklasyfikowanym spośród zawodników startujących w mistrzostwach świata juniorów był Pawieł Karielin (Rosja), który zajmował tam 29. miejsce. Punkty do klasyfikacji PŚ 2007/2008 zdobywali także: Shōhei Tochimoto (Japonia), Andreas Wank (Niemcy), Mario Innauer (Austria) i Severin Freund (Niemcy). W gronie faworytów wymieniany był także Łukasz Rutkowski (Polska), który jako wychowanek klubu TS Wisła Zakopane najlepiej znał skocznię. Nie wystartował jeden z głównych faworytów, Gregor Schlierenzauer (Austria), który zrezygnował ze startu na rzecz Mistrzostw Świata w Lotach Narciarskich 2008 oraz by trenować przed ostatnią serią konkursów Pucharu Świata, w którego klasyfikacji zajmował drugie miejsce.
W konkursie drużynowym kandydatami do zdobycia medali były reprezentacje Austrii, Niemiec, Norwegii oraz drużyna gospodarzy – reprezentacja Polski.

### Program zawodów
Przed rozpoczęciem mistrzostw sztab organizacyjny przedstawił program wszystkich konkurencji. Pierwszy oficjalny trening skoków miał miejsce 26 lutego 2008, a ostatnimi zawodami był drużynowy konkurs na skoczni normalnej. Łącznie odbyły się trzy konkursy – dwa indywidualne i jeden drużynowy, a także cztery oficjalne treningi.
Poniższa tabela przedstawia szczegółowy wykaz serii skoków przeprowadzonych w ramach mistrzostw świata.
| Data           | Godzina | Wydarzenie |
| -------------- | ------- | --- |
| 26 lutego 2008 | 12:30   | oficjalny trening kobiet na skoczni HS 94 |
| 26 lutego 2008 | 14:00   | oficjalny trening mężczyzn na skoczni HS 94                                                                                                   |
| 27 lutego 2008 | 12:00   | oficjalny trening kobiet na skoczni HS 94 |
| 27 lutego 2008 | 14:00   | początek pierwszej serii konkursowej zawodów indywidualnych mężczyzn na skoczni HS 94, druga seria konkursowa zawodów indywidualnych mężczyzn |
| 28 lutego 2008 | 13:30   | początek pierwszej serii konkursowej zawodów indywidualnych kobiet na skoczni HS 94, druga seria konkursowa zawodów indywidualnych kobiet     |
| 28 lutego 2008 | 15:30   | oficjalny trening mężczyzn przed konkursem drużynowym na skoczni HS 94                                                                        |
| 29 lutego 2008 | 16:00   | początek pierwszej serii konkursowej zawodów drużynowych mężczyzn na skoczni HS 94, druga seria konkursowa zawodów drużynowych mężczyzn       |

## Obiekty
Wszystkie trzy konkursy (dwa indywidualne i jeden drużynowy) Mistrzostw Świata Juniorów w Narciarstwie Klasycznym 2008 odbyły się na skoczni normalnej (HS94) w Zakopanem.
|  | Nazwa skoczni   | Miasto   | Punkt K | HS   | Rekord skoczni | Rekord skoczni           | Rekord skoczni                  |
|  | --------------- | -------- | ------- | ---- | -------------- | ------------------------ | ------------------------------- |
|  | Średnia Krokiew | Zakopane | K85     | HS94 | 93,5 m         | Dirk Else Łukasz Kruczek | 15 sierpnia 1999 10 lutego 2001 |

## Jury
Dyrektorem konkursów w skokach narciarskich na MŚJ w Zakopanem był Ryszard Guńka. Sędzią technicznym był Eero Kuusinen, a jego asystentem – Thomas Klauser.
Skład sędziowski poszczególnych konkursów przedstawia poniższa tabela:
| Sędzia           | Kraj              | Stanowisko na wieży sędziowskiej konk. ind. mężczyzn HS 94 | Stanowisko na wieży sędziowskiej konk. ind. kobiety HS 94 | Stanowisko na wieży sędziowskiej konk. druż. mężczyzn HS 94 |
| ---------------- | ----------------- | ---------------------------------------------------------- | --------------------------------------------------------- | ----------------------------------------------------------- |
| Willi Putz       | Austria           | A                                                          | D                                                         | C                                                           |
| Nils Livland     | Norwegia          | B                                                          | –                                                         | –                                                           |
| Branko Benedik   | Słowenia          | C                                                          | E                                                         | A                                                           |
| Marek Tucznio    | Polska            | D                                                          | A                                                         | D                                                           |
| Juhani Kakilehto | Finlandia         | E                                                          | B                                                         | B                                                           |
| Jarle Solbu      | Stany Zjednoczone | –                                                          | C                                                         | E                                                           |

## Przebieg zawodów

### Konkurs indywidualny mężczyzn na skoczni HS 94 (27.02.2008)

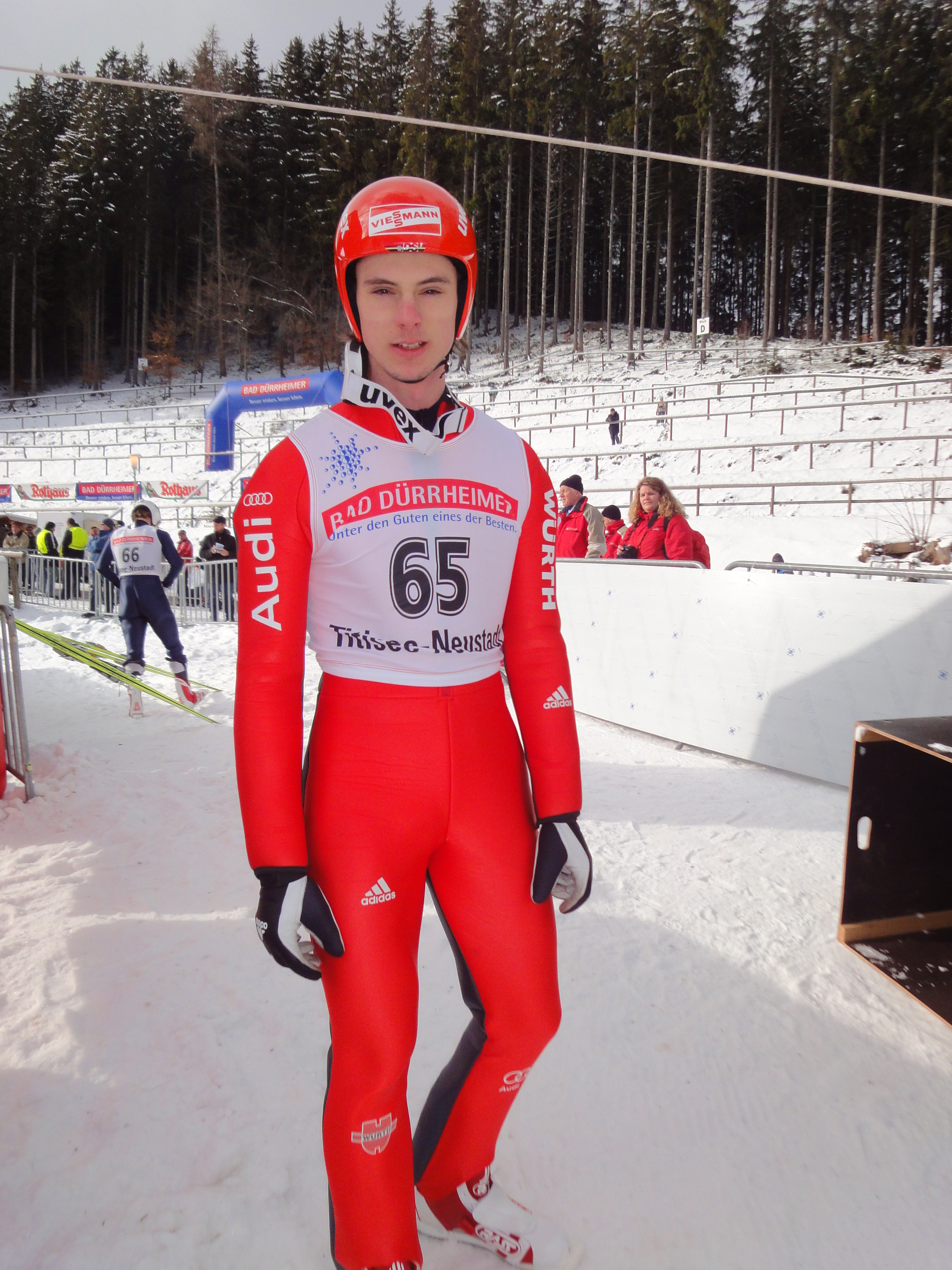
Andreas Wank, indywidualny oraz drużynowy mistrz świata ze skoczni normalnej

Pierwszą z konkurencji były skoki mężczyzn na skoczni normalnej, które odbyły się 27 lutego. Zawody zapoczątkował Francuz Julien Dorme, jednak uzyskał 77,5 metra, co nie pozwoliło mu awansować do serii finałowej. Pierwszym skoczkiem, który lądował za punktem konstrukcyjnym, był skaczący z drugim numerem Kim René Elverum Sorsell, który po skoku na 87 metra objął prowadzenie. Kolejny z zawodników – Andreas Wank skoczył cztery metry dalej, i to on został liderem konkursu przez kolejne pięć skoków. Z numerem siódmym skakał reprezentant Japonii, Shōhei Tochimoto, który pozostał liderem do końca pierwszej serii. Kiedy na belce startowej pojawił się Łukasz Rutkowski, zakopiańska publiczność rozpoczęła wzmożony doping, a sam zawodnik skoczył 94 metry i ustanowił nowy rekord skoczni. Miał trudności z lądowaniem, jednak ostatecznie obyło się bez upadku. Z numerem 53. na belce startowej pojawił się Thomas Thurnbichler, jednak po kłopotach w locie, wylądował 63,5 metra za progiem skoczni, przez co odpadł z konkursu. Po pierwszej serii pierwsze pięć miejsc zajmowali: Shōhei Tochimoto, Andreas Strolz (Austria), Łukasz Rutkowski, Andreas Wank i Pawieł Karielin.
Pierwsza seria odbywała się w niekorzystnych warunkach atmosferycznych, głównie za sprawą silnego wiatru. Spowodowało to wydłużenie serii konkursowej i problemy niektórych zawodników z oddaniem dobrego i bezpiecznego skoku Przed drugą serią warunki jednak się poprawiły i zawody przebiegały bez przeszkód pogodowych.
Drugą serię rozpoczął Shūta Hirabayashi (Japonia) i dzięki skokowi na 81 metrów objął prowadzenie. Japończyka wyprzedził David Unterberger (Austria) (28. po pierwszej serii), który uzyskał skok na odległość 87,5 m. Austriaka wyprzedził dopiero szesnasty po pierwszej serii Mitja Mežnar, po skoku na odległość 84 m. Kolejnym zawodnikiem, który pojawił się na belce startowej, był Kenshirō Itō (Japonia) i to on objął prowadzenie. Jedenasty po pierwszej serii – Kim René Elverum Sorsell wyprzedził Japończyka. Zmiana na prowadzeniu miała miejsce po skoku Kennetha Gangnesa (Norwegia), który oddał skok na 87,5 metra. Następnym zawodnikiem, który usiadł na belce startowej, był Mario Innauer. Austriak skoczył 93,5 metra, jednak nie ustał tego skoku. Został zniesiony z wybiegu, ponieważ nie dał rady samodzielnie zejść ze skoczni. Badania wykazały, że upadek wywołał u Innauera naderwanie mięśnia uda. Konkurs został na chwilę przerwany, jednak nie miało to wpływu na dalszy przebieg zawodów. Kolejny zawodnik – Pawieł Karielin oddał krótszy skok, w związku z czym Gangnes pozostawał na pierwszym miejscu. Wyprzedził go natomiast kolejny ze skoczków – Andreas Wank. Skoczył na odległość 91,5 metra, co pozwoliło mu utrzymać prowadzenie aż do końca konkursu o mistrzostwo świata juniorów na skoczni normalnej. Po Wanku na belkę wszedł trzeci po pierwszej serii – Łukasz Rutkowski, który oddał skok na odległość 86 metrów, co dało mu drugie miejsce i szansę na medal mistrzostw. Kolejni zawodnicy – Andreas Strolz i Shōhei Tochimoto oddali krótsze skoki od Wanka, w związku z czym Niemiec pozostawał na pierwszym miejscu. Strolz i Tochimoto wyprzedzili jednak Rutkowskiego, w wyniku czego Polak zajął czwartą pozycję.
Tym samym mistrzem świata został Andreas Wank, srebrny medal zdobył Shōhei Tochimoto, a brązowy – Andreas Strolz.

### Konkurs indywidualny kobiet na skoczni HS 94 (28.02.2008)

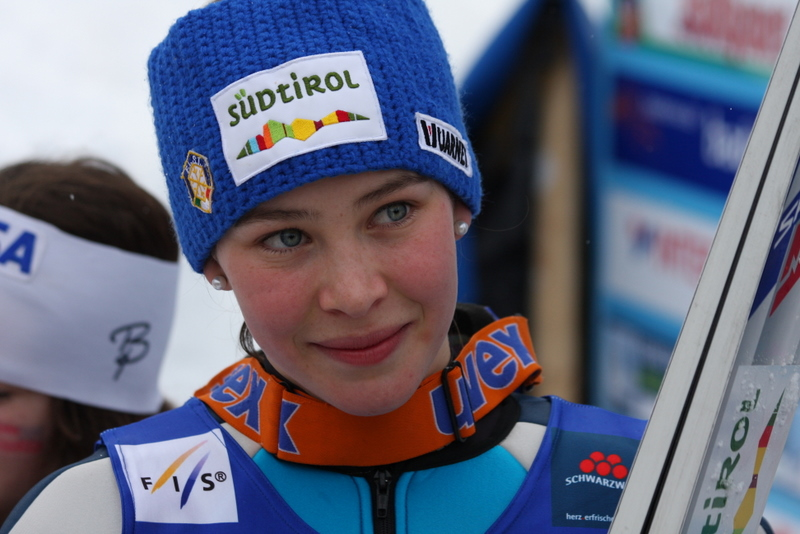
Elena Runggaldier, srebrna medalistka mistrzostw świata juniorów.

Drugim z konkursów indywidualnych na Mistrzostwach Świata Juniorów w Narciarstwie Klasycznym 2008 w Zakopanem były zawody kobiet na skoczni normalnej. Jednocześnie był to trzeci w historii mistrzostw świata juniorów w narciarstwie klasycznym konkurs w skokach narciarskich, w którym o medale rywalizowały kobiety. Na liście startowej znalazło się 38 zawodniczek.
Pierwszą zawodniczką, która oddała skok, była Sarah Hendrickson (Stany Zjednoczone), która skoczyła 71 metrów. Chwilę później Jacqueline Seifriedsberger uzyskała odległość 87 metrów, co później okazało się najdalszą odległością pierwszej serii. Drugim najdalszym skokiem okazał się skok szesnastej w kolejność zawodniczki Katji Požun (Słowenia) na odległość 81,5 metra. Pół metra gorszy rezultat uzyskała reprezentantka Włoch, Elena Runggaldier (Włochy). Tylko jedna zawodniczka zdołała oddać skok za punktem kalkulacyjnym obiektu w Zakopanem. Tą zawodniczką była prowadząca po pierwszej serii Seifriedsberger
Rozpoczynająca drugą serię, Karin Friberg uzyskała 71 metrów, dzięki czemu awansowała o jedną pozycję w górę, wyprzedzając Maren Lundby (Norwegia). Chwilę później Michaela Doleželová (Czechy) skoczyła 74 metry i objęła prowadzenie. Odległość 76 metrów, osiągnięta przez Ayukę Takedę (Japonia) spowodowała, że zawodniczka prowadziła w konkursie. Zmiana liderki nastąpiła po skoku Caroline Espiau (Francja), która skoczyła 86,5 metra, co pozwoliło jej awansować na 17. pozycję. Kilka minut później na pierwszym miejscu znalazła się Sarah Hendrickson po skoku na odległość 82,5 metra. Następnie prowadzenie obejmowały: Maja Vtič (Słowenia), Bigna Windmüller (Szwajcaria) i Juliane Seyfahrt (Niemcy). Ta ostatnia prowadziła przez kolejne osiem skoków, do czasu aż Melanie Faißt (Niemcy) osiągnęła 85 metrów i wyprzedziła Niemkę. Gdy na belce pojawiła się trzecia Elena Runggaldier, na prowadzeniu były trzy Niemki. Włoszka skoczyła na odległość 89 metrów, co było najdalszą odległością drugiej serii i całego konkursu. Dzięki temu awansowała na drugą pozycję, wyprzedzając drugą po pierwszej serii – Słowenkę Katję Požun. Prowadząca po pierwszej serii Jacqueline Seifriedsberger oddała skok na odległość 84 metry, co było szóstą odległością serii finałowej, jednak przewaga z pierwszego skoku okazała się wystarczająca, aby odnieść końcowy sukces.
Tym samym Jacqueline Seifriedsberger została trzecią kobietą w historii, która zdobyła złoty medal mistrzostw świata juniorów w skokach narciarskich. Srebrny medal przyznany został Runggaldier, a brązowy – Požun.

### Konkurs drużynowy mężczyzn na skoczni HS 94 (29.02.2008)

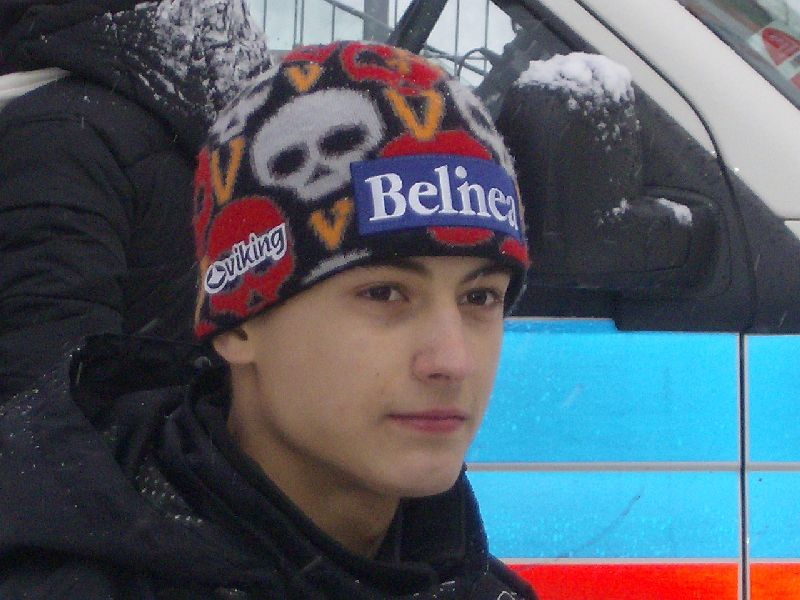
Maciej Kot, brązowy medalista mistrzostw świata juniorów w konkursie drużynowym.

Ostatnią konkurencją skoków narciarskich podczas Mistrzostw Świata Juniorów w Narciarstwie Klasycznym 2008 były zawody drużynowe mężczyzn na skoczni normalnej, które odbyły się 29 lutego. W konkursie wystartowało 18 drużyn. Po pierwszej kolejce skoków, na prowadzeniu była reprezentacja Norwegii. Najdalej skoczył Kenneth Gangnes, który uzyskał 88 metrów. Tuż za Norwegami znajdowały się ekipy Niemiec i Austrii. Najdalej w drugiej kolejce – 88 metrów – skoczył reprezentant Austrii, Manuel Poppinger, dzięki czemu ekipa austriacka wysunęła się na prowadzenie. W trzeciej turze najdłuższy skok oddał Pascal Bodmer (Niemcy), który uzyskał o 2,5 metra lepszy rezultat niż wcześniej wspomniany Poppinger. Pozostali zawodnicy uzyskali rezultaty słabsze o kilka metrów od Bodmera, w wyniku czego reprezentacja Niemiec wysunęła się na prowadzenie. W ostatniej grupie pierwszej serii najdalej skoczył mistrz świata juniorów z konkursu indywidualnego, Andreas Wank (89,5 metra) i Niemcy umocnili się na pozycji lidera. Skok o 2,5 metra krótszy oddał Andreas Strolz, co pozwoliło utrzymać Austriakom drugie miejsce. Na trzecim miejscu, po skoku Kim René Elverum Sorsella na 88 metrów, pozostała reprezentacja Norwegii. Gospodarze – reprezentacja Polski, po pierwszej serii zajmowali miejsce tuż za podium, ze stratą dwóch punktów do Norwegów.
Najdłuższym skokiem piątej kolejki okazało się 91 metrów Felixa Schofta (Niemcy) – ten skok również okazał się najdalszym skokiem całego konkursu drużynowego i powiększył przewagę punktową drużyny Niemiec nad pozostałymi ekipami. Dwa metry bliżej od Schofta lądował Thomas Thurnbichler, dzięki czemu Austria pozostała wiceliderem konkursu. W szóstej kolejce najdalej skoczył Maciej Kot (Polska), który uzyskał 88,5 metrów przy wysokich notach za styl. Dwa metry krócej skoczył reprezentant Niemiec, Severin Freund. W przedostatniej kolejce najdalej skoczył Austriak David Unterberger, pół metra bliżej – reprezentant Niemiec Pascal Bodmer, który w nieoficjalnej klasyfikacji indywidualnej zajął pierwsze miejsce. Po siódmej kolejce za prowadzącymi Niemcami, na drugim miejscu pozostawali Austriacy, a na trzecim – Polacy. W ostatniej, ósmej kolejce najdalej skoczył reprezentant Polski, Łukasz Rutkowski, który uzyskał 90 metrów. Dzięki temu reprezentacja Polski utrzymała trzecie miejsce w końcowej klasyfikacji zawodów. Dwa metry krócej od Rutkowskiego skoczył Andreas Wank.
Drużynowymi mistrzami świata zostali Niemcy, wicemistrzami – Austriacy, a brązowy medal wywalczyli reprezentanci Polski.

## Medaliści

### Mężczyźni

#### Konkurs indywidualny na skoczni HS 94 (27.02.2008)
| Medal | Imię i nazwisko  | Skok 1           | Skok 2           | Noty za styl A • B • C • D • E                                    | Nota łączna | Strata  |
| ----- | ---------------- | ---------------- | ---------------- | ----------------------------------------------------------------- | ----------- | ------- |
|       | Andreas Wank     | 91,0 m 125,5 pkt | 91,5 m 126,0 pkt | 18,0 • 17,5 • 18,0 • 18,5 • 17,5 18,0 • 16,0 • 17,5 • 18,0 • 17,5 | 251,5 pkt   | –       |
|       | Shōhei Tochimoto | 93,0 m 130,5 pkt | 87,0 m 119,0 pkt | 18,0 • 17,5 • 18,5 • 18,5 • 18,0 18,0 • 19,0 • 18,5 • 18,5 • 18,0 | 249,5 pkt   | 2,0 pkt |
|       | Andreas Strolz   | 92,0 m 130,0 pkt | 86,5 m 116,0 pkt | 19,0 • 17,5 • 18,5 • 19,0 • 18,5 18,0 • 17,0 • 18,0 • 18,5 • 17,0 | 246,0 pkt   | 5,5 pkt |

#### Konkurs drużynowy na skoczni HS 94 (29.02.2002)
| Medal             | Kraj    | Imię i nazwisko     | Skok 1           | Skok 2                                                            | Noty za styl A • B • C • D • E                                    | Nota łączna zawodnika | Nota łączna drużyny | Strata   |
| ----------------- | ------- | ------------------- | ---------------- | ----------------------------------------------------------------- | ----------------------------------------------------------------- | --------------------- | ------------------- | -------- |
|                   | Niemcy  | Felix Schoft        | 86,5 m 116,5 pkt | 91,0 m 124,0 pkt                                                  | 18,0 • 17,0 • 18,0 • 18,0 • 17,5 17,0 • 17,0 • 18,0 • 18,0 • 17,0 | 240,5 pkt             | 971,0 pkt           | –        |
| Severin Freund    | Niemcy  | 87,5 m 119,0 pkt    | 86,5 m 116,0 pkt | 18,0 • 18,0 • 18,0 • 18,5 • 17,0 17,5 • 18,0 • 17,5 • 18,0 • 17,0 | 235,0 pkt                                                         |                       | 971,0 pkt           | –        |
| Pascal Bodmer     | Niemcy  | 90,5 m 126,5 pkt    | 88,5 m 123,0 pkt | 19,0 • 18,5 • 18,5 • 18,5 • 18,5 19,0 • 19,0 • 18,5 • 18,5 • 18,5 | 249,5 pkt                                                         |                       | 971,0 pkt           | –        |
| Andreas Wank      | Niemcy  | 89,5 m 124,5 pkt    | 88,0 m 121,5 pkt | 18,5 • 18,5 • 18,5 • 18,5 • 18,0 18,5 • 18,5 • 19,0 • 18,5 • 18,0 | 246,0 pkt                                                         |                       | 971,0 pkt           | –        |
|                   | Austria | Thomas Thurnbichler | 85,0 m 115,0 pkt | 89,0 m 123,5 pkt                                                  | 18,5 • 18,5 • 18,0 • 18,5 • 17,5 18,5 • 18,5 • 19,0 • 18,5 • 18,0 | 238,5 pkt             | 953,5 pkt           | 17,5 pkt |
| Manuel Poppinger  | Austria | 88,0 m 121,0 pkt    | 84,0 m 112,0 pkt | 18,0 • 18,5 • 18,5 • 18,5• 18,0 • 18,0 • 18,0 • 18,0 • 17,0       | 233,0 pkt                                                         |                       | 953,5 pkt           | 17,5 pkt |
| David Unterberger | Austria | 89,5 m 124,5 pkt    | 89,0 m 124,5 pkt | 18,5 • 18,0 • 18,5 • 19,0 • 18,5 18,5 • 18,5 • 19,0 • 19,0 • 19,0 | 249,0 pkt                                                         |                       | 953,5 pkt           | 17,5 pkt |
| Andreas Strolz    | Austria | 87,0 m 118,5 pkt    | 85,0 m 114,5 pkt | 18,5 • 18,0 • 18,0 • 18,5 • 17,5 18,0 • 18,0 • 19,0 • 18,5 • 18,0 | 233,0 pkt                                                         |                       | 953,5 pkt           | 17,5 pkt |
|                   | Polska  | Krzysztof Miętus    | 82,5 m 106,5 pkt | 87,5 m 119,5 pkt                                                  | 17,5 • 17,0 • 17,0 • 17,5 • 16,5 18,0 • 18,0 • 18,5 • 19,0 • 18,0 | 226,0 pkt             | 942,5 pkt           | 28,5 pkt |
| Maciej Kot        | Polska  | 86,5 m 117,5 pkt    | 88,5 m 122,5 pkt | 18,0 • 18,5 • 18,0 • 18,5 • 18,0 18,5 • 18,5 • 17,5 • 18,5 • 18,5 | 240,0 pkt                                                         |                       | 942,5 pkt           | 28,5 pkt |
| Dawid Kowal       | Polska  | 87,0 m 120,0 pkt    | 84,0 m 112,5 pkt | 18,5 • 19,0 • 18,5 • 19,0 • 18,5 18,0 • 18,5 • 18,0 • 18,5 • 18,0 | 232,5 pkt                                                         |                       | 942,5 pkt           | 28,5 pkt |
| Łukasz Rutkowski  | Polska  | 90,0 m 122,0 pkt    | 90,0 m 122,0 pkt | 18,0 • 17,5 • 17,0 • 16,5 • 17,0 17,5 • 18,0 • 17,5 • 17,0 • 17,0 | 244,0 pkt                                                         |                       | 942,5 pkt           | 28,5 pkt |

### Kobiety

#### Konkurs indywidualny kobiet na skoczni HS 94 (28.02.2008)
| Medal | Imię i nazwisko            | Skok 1           | Skok 2           | Noty za styl A • B • C • D • E                                    | Nota łączna | Strata  |
| ----- | -------------------------- | ---------------- | ---------------- | ----------------------------------------------------------------- | ----------- | ------- |
|       | Jacqueline Seifriedsberger | 87,0 m 115,5 pkt | 84,0 m 111,5 pkt | 17,0 • 16,5 • 16,5 • 18,0 • 18,0 18,0 • 17,5 • 18,0 • 18,5 • 17,5 | 227,0 pkt   | –       |
|       | Elena Runggaldier          | 81,0 m 104,0 pkt | 89,0 m 121,5 pkt | 17,0 • 17,0 • 17,5 • 17,5 • 17,5 18,5 • 17,0 • 18,0 • 18,5 • 17,0 | 225,5 pkt   | 1,5 pkt |
|       | Katja Požun                | 81,5 m 106,0 pkt | 86,5 m 116,5 pkt | 17,5 • 17,5 • 16,5 • 18,0 • 18,0 18,0 • 17,5 • 17,0 • 18,0 • 18,5 | 246,0 pkt   | 5,5 pkt |

### Klasyfikacja medalowa
| Klasyfikacja medalowa |          |       |        |      |       |
| Lp.                   | Państwo  | złoto | srebro | brąz | razem |
| 1                     | Niemcy   | 2     | –      | –    | 2     |
| 2                     | Austria  | 1     | 1      | 1    | 3     |
| 3                     | Włochy   | –     | 1      | –    | 1     |
| 3                     | Japonia  | –     | 1      | –    | 1     |
| 5                     | Polska   | –     | –      | 1    | 1     |
| 5                     | Słowenia | –     | –      | 1    | 1     |

## Wyniki

### Mężczyźni

#### Konkurs indywidualny mężczyzn na skoczni HS 94 (27.02.2008)
| Miejsce | Zawodnik                 | Państwo           | Skok 1 | Skok 2 | Punkty |
| ------- | ------------------------ | ----------------- | ------ | ------ | ------ |
| 1       | Andreas Wank             | Niemcy            | 91,0   | 91,5   | 251,5  |
| 2       | Shōhei Tochimoto         | Japonia           | 93,0   | 87,0   | 249,5  |
| 3       | Andreas Strolz           | Austria           | 92,0   | 86,5   | 246,0  |
| 4       | Łukasz Rutkowski         | Polska            | 94,0   | 86,0   | 241,0  |
| 5       | Kenneth Gangnes          | Norwegia          | 88,5   | 87,5   | 240,5  |
| 6       | Kim René Elverum Sorsell | Norwegia          | 87,0   | 87,0   | 236,5  |
| 7       | Pawieł Karielin          | Rosja             | 91,0   | 85,0   | 235,0  |
| 7       | Maciej Kot               | Polska            | 88,0   | 85,5   | 235,0  |
| 9       | Mario Innauer            | Austria           | 88,5   | 93,5   | 233,0  |
| 10      | Mika Kauhanen            | Finlandia         | 90,0   | 83,5   | 231,0  |
| 11      | Pascal Bodmer            | Niemcy            | 87,5   | 83,0   | 228,0  |
| 12      | Kenshirō Itō             | Japonia           | 86,0   | 83,5   | 227,0  |
| 13      | Mitja Mežnar             | Słowenia          | 85,5   | 84,0   | 223,5  |
| 14      | David Unterberger        | Austria           | 81,0   | 87,5   | 222,5  |
| 14      | Mats Piho                | Estonia           | 88,0   | 79,5   | 222,5  |
| 16      | Eirik Kjelstrup          | Norwegia          | 83,0   | 84,5   | 221,0  |
| 17      | Anders Johnson           | Stany Zjednoczone | 86,0   | 82,0   | 219,0  |
| 18      | Čestmír Kožíšek          | Czechy            | 83,0   | 84,5   | 218,5  |
| 19      | Anssi Ylipulli           | Finlandia         | 88,0   | 79,0   | 216,0  |
| 20      | Atle Pedersen Rønsen     | Norwegia          | 84,0   | 80,5   | 215,5  |
| 21      | Felix Schoft             | Niemcy            | 82,5   | 81,5   | 213,5  |
| 22      | Iwan Sawwatiejew         | Rosja             | 86,0   | 78,0   | 212,0  |
| 23      | Rok Mandl                | Słowenia          | 81,5   | 82,5   | 211,5  |
| 23      | Lukáš Kubáň              | Czechy            | 82,5   | 80,0   | 209,0  |
| 25      | Adrian Schuler           | Szwajcaria        | 84,5   | 78,0   | 208,5  |
| 26      | Roberto Dellasega        | Włochy            | 83,0   | 79,0   | 206,5  |
| 27      | Shūta Hirabayashi        | Japonia           | 81,5   | 81,0   | 205,0  |
| 28      | Primož Roglič            | Słowenia          | 83,5   | 77,0   | 204,5  |
| 29      | Shōtarō Hosoda           | Japonia           | 82,0   | 78,0   | 203,5  |
| 30      | Petyr Fyrtunow           | Bułgaria          | 82,5   | 80,5   | 202,0  |
| 31      | Severin Freund           | Niemcy            | 80,0   | –      | 102,0  |
| 32      | Christopher Lamb         | Stany Zjednoczone | 80,5   | –      | 101,5  |
| 33      | Alessio De Crignis       | Włochy            | 80,5   | –      | 101,0  |
| 33      | Rémi Français            | Szwajcaria        | 79,5   | –      | 101,0  |
| 35      | Ilmir Chazietdinow       | Rosja             | 79,0   | –      | 99,5   |
| 36      | Dawid Kowal              | Polska            | 78,5   | –      | 99,0   |
| 36      | Benjamin Bourqui         | Francja           | 79,0   | –      | 99,0   |
| 38      | Gregor Deschwanden       | Szwajcaria        | 78,5   | –      | 96,0   |
| 39      | Nicolas Mayer            | Francja           | 78,0   | –      | 96,0   |
| 40      | Krzysztof Miętus         | Polska            | 77,5   | –      | 95,5   |
| 41      | Julien Dorme             | Francja           | 77,5   | –      | 94,5   |
| 41      | Nicholas Fairall         | Stany Zjednoczone | 77,5   | –      | 94,5   |
| 43      | Pascal Egloff            | Szwajcaria        | 76,5   | –      | 94,0   |
| 44      | Aleksiej Pczelincew      | Kazachstan        | 76,0   | –      | 91,5   |
| 44      | Sami Niemi               | Finlandia         | 76,5   | –      | 91,5   |
| 46      | Michele Liva             | Włochy            | 76,0   | –      | 91,0   |
| 46      | Jiří Mazoch              | Czechy            | 76,0   | –      | 91,0   |
| 48      | Andrea Morassi           | Włochy            | 78,5   | –      | 90,0   |
| 49      | Mihai Damian             | Rumunia           | 75,0   | –      | 88,5   |
| 50      | Matic Kramaršič          | Słowenia          | 73,5   | –      | 87,0   |
| 51      | Martin Plhal             | Czechy            | 74,0   | –      | 85,5   |
| 52      | Szilveszter Kozma        | Rumunia           | 73,5   | –      | 85,0   |
| 53      | Wasil Tamiłau            | Białoruś          | 74,0   | –      | 84,5   |
| 54      | Władimir Zografski       | Bułgaria          | 81,0   | –      | 82,5   |
| 55      | Olli Muotka              | Finlandia         | 71,0   | –      | 81,0   |
| 56      | Nicholas Alexander       | Stany Zjednoczone | 70,5   | –      | 77,5   |
| 57      | Roman Kuriawskij         | Kazachstan        | 69,5   | –      | 76,5   |
| 58      | Tomáš Zmoray             | Słowacja          | 69,5   | –      | 76,0   |
| 58      | Dmitrij Sporynin         | Rosja             | 70,0   | –      | 76,0   |
| 58      | Illimar Pärn             | Estonia           | 70,0   | –      | 76,0   |
| 61      | Wołodymyr Werediuk       | Ukraina           | 69,5   | –      | 75,5   |
| 62      | Tõnis Kartau             | Estonia           | 68,5   | –      | 74,5   |
| 63      | Thomas de Wit            | Holandia          | 69,0   | –      | 74,0   |
| 64      | Jewgienij Lowkin         | Kazachstan        | 68,0   | –      | 73,5   |
| 65      | Mojmír Nosáľ             | Słowacja          | 68,5   | –      | 73,0   |
| 66      | Bogomił Pawłow           | Bułgaria          | 67,5   | –      | 72,0   |
| 67      | Alexandre Mabboux        | Francja           | 67,0   | –      | 70,5   |
| 68      | Denis Šindler            | Słowacja          | 66,0   | –      | 69,0   |
| 69      | Jewgienij Charłow        | Kazachstan        | 63,0   | –      | 62,5   |
| 70      | Alaksiej Murawicki       | Białoruś          | 62,5   | –      | 61,0   |
| 70      | Siarhiej Hanczarou       | Białoruś          | 64,5   | –      | 61,0   |
| 72      | Alaksandr Hanczarou      | Białoruś          | 62,0   | –      | 56,0   |
| 73      | Thomas Thurnbichler      | Austria           | 63,5   | –      | 53,5   |
| 74      | Ármin Csukovics          | Węgry             | 57,0   | –      | 42,5   |
| 75      | István Pungor            | Węgry             | 55,5   | –      | 40,0   |
| –       | Remus Tudor              | Rumunia           | DSQ    | –      | –      |
| –       | Urban Zamernik           | Chorwacja         | DSQ    | –      | –      |
| –       | Wasił Iwanow             | Bułgaria          | DSQ    | –      | –      |
| –       | Kristjan Ehman           | Estonia           | DSQ    | –      | –      |
| –       | Matúš Mistrík            | Słowacja          | DSQ    | –      | –      |

#### Konkurs drużynowy mężczyzn na skoczni HS 94 (29.02.2008)
| M  | Państwo           | Skład                    | Skok 1 | Skok 2 | Punkty |
| -- | ----------------- | ------------------------ | ------ | ------ | ------ |
| 1  | Niemcy            | Felix Schoft             | 86,5   | 91,0   | 971,0  |
| 1  | Niemcy            | Severin Freund           | 87,5   | 86,5   | 971,0  |
| 1  | Niemcy            | Pascal Bodmer            | 90,5   | 88,5   | 971,0  |
| 1  | Niemcy            | Andreas Wank             | 89,5   | 88,0   | 971,0  |
| 2  | Austria           | Thomas Thurnbichler      | 85,0   | 89,0   | 953,5  |
| 2  | Austria           | Manuel Poppinger         | 88,0   | 84,0   | 953,5  |
| 2  | Austria           | David Unterberger        | 89,5   | 89,0   | 953,5  |
| 2  | Austria           | Andreas Strolz           | 87,0   | 85,0   | 953,5  |
| 3  | Polska            | Krzysztof Miętus         | 82,5   | 87,5   | 942,5  |
| 3  | Polska            | Maciej Kot               | 86,5   | 88,5   | 942,5  |
| 3  | Polska            | Dawid Kowal              | 87,0   | 84,0   | 942,5  |
| 3  | Polska            | Łukasz Rutkowski         | 90,0   | 90,0   | 942,5  |
| 4  | Norwegia          | Kenneth Gangnes          | 88,0   | 89,0   | 938,0  |
| 4  | Norwegia          | Atle Pedersen Rønsen     | 82,0   | 83,0   | 938,0  |
| 4  | Norwegia          | Eirik Kjelstrup          | 89,5   | 86,5   | 938,0  |
| 4  | Norwegia          | Kim René Elverum Sorsell | 88,0   | 89,0   | 938,0  |
| 5  | Japonia           | Kenshirō Itō             | 85,5   | 88,5   | 925,5  |
| 5  | Japonia           | Kento Sakuyama           | 86,0   | 87,5   | 925,5  |
| 5  | Japonia           | Shōtarō Hosoda           | 83,5   | 84,0   | 925,5  |
| 5  | Japonia           | Shōhei Tochimoto         | 89,0   | 85,0   | 925,5  |
| 6  | Słowenia          | Rok Mandl                | 81,0   | 84,0   | 884,0  |
| 6  | Słowenia          | Matic Kramaršič          | 83,5   | 84,5   | 884,0  |
| 6  | Słowenia          | Primož Roglič            | 82,5   | 81,0   | 884,0  |
| 6  | Słowenia          | Mitja Mežnar             | 86,0   | 86,5   | 884,0  |
| 7  | Finlandia         | Sami Niemi               | 79,0   | 78,0   | 878,5  |
| 7  | Finlandia         | Mika Kauhanen            | 87,0   | 82,5   | 878,5  |
| 7  | Finlandia         | Ville Larinto            | 85,5   | 85,5   | 878,5  |
| 7  | Finlandia         | Anssi Ylipulli           | 84,5   | 85,5   | 878,5  |
| 8  | Stany Zjednoczone | Christopher Lamb         | 81,5   | 84,5   | 873,5  |
| 8  | Stany Zjednoczone | Nicholas Fairall         | 80,5   | 80,0   | 873,5  |
| 8  | Stany Zjednoczone | Nicholas Alexander       | 85,0   | 81,5   | 873,5  |
| 8  | Stany Zjednoczone | Anders Johnson           | 87,0   | 88,5   | 873,5  |
| 9  | Włochy            | Alessio De Crignis       | 79,5   | –      | 424,0  |
| 9  | Włochy            | Roberto Dellasega        | 82,0   | –      | 424,0  |
| 9  | Włochy            | Simone Morassi           | 82,5   | –      | 424,0  |
| 9  | Włochy            | Andrea Morassi           | 84,5   | –      | 424,0  |
| 10 | Szwajcaria        | Rémi Français            | 80,5   | –      | 423,5  |
| 10 | Szwajcaria        | Gregor Deschwanden       | 81,5   | –      | 423,5  |
| 10 | Szwajcaria        | Pascal Egloff            | 83,0   | –      | 423,5  |
| 10 | Szwajcaria        | Adrian Schuler           | 82,5   | –      | 423,5  |
| 11 | Rosja             | Ilmir Chazietdinow       | 80,5   | –      | 417,0  |
| 11 | Rosja             | Aleksandr Sardyko        | 81,0   | –      | 417,0  |
| 11 | Rosja             | Iwan Sawwatiejew         | 77,0   | –      | 417,0  |
| 11 | Rosja             | Pawieł Karielin          | 86,0   | –      | 417,0  |
| 12 | Francja           | Alexandre Mabboux        | 76,0   | –      | 380,5  |
| 12 | Francja           | Julien Dorme             | 76,5   | –      | 380,5  |
| 12 | Francja           | Nicolas Mayer            | 79,0   | –      | 380,5  |
| 12 | Francja           | Benjamin Bourqui         | 77,5   | –      | 380,5  |
| 13 | Bułgaria          | Petyr Fyrtunow           | 80,5   | –      | 350,5  |
| 13 | Bułgaria          | Wasił Iwanow             | 65,5   | –      | 350,5  |
| 13 | Bułgaria          | Władimir Zografski       | 83,0   | –      | 350,5  |
| 13 | Bułgaria          | Bogomił Pawłow           | 69,5   | –      | 350,5  |
| 14 | Kazachstan        | Aleksiej Pczelincew      | 77,0   | –      | 343,0  |
| 14 | Kazachstan        | Jewgienij Charłow        | 66,0   | –      | 343,0  |
| 14 | Kazachstan        | Roman Kuriawskij         | 75,0   | –      | 343,0  |
| 14 | Kazachstan        | Jewgienij Lowkin         | 76,5   | –      | 343,0  |
| 15 | Słowacja          | Mojmír Nosáľ             | 75,0   | –      | 332,0  |
| 15 | Słowacja          | Denis Šindler            | 66,5   | –      | 332,0  |
| 15 | Słowacja          | Róbert Kartík            | 69,5   | –      | 332,0  |
| 15 | Słowacja          | Tomáš Zmoray             | 77,5   | –      | 332,0  |
| 16 | Czechy            | Jiří Mazoch              | 78,0   | –      | 322,5  |
| 16 | Czechy            | Robert Kubáň             | DSQ    | –      | 322,5  |
| 16 | Czechy            | Lukáš Kubáň              | 85,5   | –      | 322,5  |
| 16 | Czechy            | Čestmír Kožíšek          | 85,0   | –      | 322,5  |
| 17 | Estonia           | Mats Piho                | 78,5   | –      | 285,5  |
| 17 | Estonia           | Kristjan Ehman           | DSQ    | –      | 285,5  |
| 17 | Estonia           | Tõnis Kartau             | 72,5   | –      | 285,5  |
| 17 | Estonia           | Illimar Pärn             | 81,0   | –      | 285,5  |
| 18 | Białoruś          | Siarhiej Hanczarou       | 67,5   | –      | 235,5  |
| 18 | Białoruś          | Alaksandr Hanczarou      | 73,0   | –      | 235,5  |
| 18 | Białoruś          | Alaksiej Murawicki       | DSQ    | –      | 235,5  |
| 18 | Białoruś          | Wasil Tamiłau            | 76,0   | –      | 235,5  |

### Kobiety

#### Konkurs indywidualny kobiet na skoczni HS 94 (28.02.2008)
| Miejsce | Zawodnik                   | Państwo           | Skok 1 | Skok 2 | Punkty |
| ------- | -------------------------- | ----------------- | ------ | ------ | ------ |
| 1       | Jacqueline Seifriedsberger | Austria           | 87,0   | 84,0   | 227,0  |
| 2       | Elena Runggaldier          | Włochy            | 81,0   | 89,0   | 225,5  |
| 3       | Katja Požun                | Słowenia          | 81,5   | 86,5   | 222,5  |
| 4       | Melanie Faißt              | Niemcy            | 78,5   | 85,0   | 211,0  |
| 5       | Anna Häfele                | Niemcy            | 81,0   | 82,5   | 210,0  |
| 6       | Juliane Seyfarth           | Niemcy            | 75,0   | 86,5   | 204,5  |
| 7       | Katie Willis               | Kanada            | 80,5   | 79,0   | 201,0  |
| 8       | Evelyn Insam               | Włochy            | 78,0   | 82,0   | 200,5  |
| 8       | Manja Pograjc              | Słowenia          | 76,5   | 83,0   | 200,5  |
| 10      | Simona Senoner             | Włochy            | 77,5   | 81,5   | 198,5  |
| 11      | Atsuko Tanaka              | Kanada            | 75,0   | 82,5   | 196,5  |
| 12      | Nata De Leeuw              | Kanada            | 79,5   | 77,0   | 196,0  |
| 13      | Bigna Windmüller           | Szwajcaria        | 74,0   | 82,5   | 195,0  |
| 14      | Lisa Demetz                | Włochy            | 75,5   | 80,5   | 194,0  |
| 15      | Maja Vtič                  | Słowenia          | 74,0   | 82,0   | 192,5  |
| 16      | Sarah Hendrickson          | Stany Zjednoczone | 71,0   | 82,5   | 188,0  |
| 17      | Caroline Espiau            | Francja           | 70,0   | 86,5   | 187,5  |
| 18      | Yūki Itō                   | Japonia           | 77,0   | 76,5   | 187,0  |
| 19      | Eva Logar                  | Słowenia          | 76,0   | 76,0   | 184,5  |
| 20      | Avery Ardovino             | Stany Zjednoczone | 73,0   | 78,5   | 180,0  |
| 21      | Lara Thomae                | Holandia          | 71,5   | 77,5   | 170,0  |
| 22      | Silje Sprakehaug           | Norwegia          | 70,5   | 74,5   | 168,0  |
| 23      | Gyda Enger                 | Norwegia          | 74,5   | 70,0   | 167,5  |
| 24      | Wendy Vuik                 | Holandia          | 71,5   | 72,0   | 165,0  |
| 25      | Zoya Lynch                 | Kanada            | 70,5   | 74,5   | 161,0  |
| 26      | Ayuka Takeda               | Japonia           | 67,5   | 76,0   | 159,5  |
| 27      | Michaela Doleželová        | Czechy            | 66,5   | 74,0   | 155,0  |
| 28      | Lisa Rexhäuser             | Niemcy            | 79,5   | 62,5   | 152,5  |
| 29      | Karin Friberg              | Stany Zjednoczone | 64,5   | 71,0   | 145,0  |
| 30      | Maren Lundby               | Norwegia          | 65,5   | 63,0   | 132,5  |
| 31      | Coline Mattel              | Francja           | 63,5   | –      | 65,0   |
| 32      | Julia Kykkänen             | Finlandia         | 64,5   | –      | 62,5   |
| 33      | Brenna Ellis               | Stany Zjednoczone | 63,0   | –      | 59,5   |
| 34      | Lucie Míková               | Czechy            | 61,5   | –      | 57,5   |
| 35      | Vladěna Pustková           | Czechy            | 56,5   | –      | 43,5   |
| 36      | Salome Fuchs               | Szwajcaria        | 63,0   | –      | 43,0   |
| 37      | Joanna Gawron              | Polska            | 44,5   | –      | 18,0   |
| –       | Live Frisak                | Norwegia          | DSQ    | –      | –      |

## Składy reprezentacji
Poniżej znajduje się zestawienie składów wszystkich 23 reprezentacji kobiecych i męskich, które uczestniczyły w konkursach skoków na MŚJ w Zakopanem. Mimo wcześniejszego powołania do kadry, w żadnym z konkursów nie wystartowali: Christoph Hänel, Andreas Stjernen, Grzegorz Miętus i Buck Bailey. Ponadto prawo startu na mistrzostwach miał Gregor Schlierenzauer, który zrezygnował ze startu na rzecz Mistrzostw Świata w Lotach Narciarskich 2008.
| Reprezentacje mężczyzn     |                      |                     |                     |                     |                     |         |
| Zawodnik                   | Data urodzenia       | Miejsca na MŚJ 2007 | Miejsca na MŚJ 2007 | Miejsca na MŚJ 2008 | Miejsca na MŚJ 2008 | Źródło  |
| Zawodnik                   | Data urodzenia       | ind. norm.          | druż. norm.         | ind. norm.          | druż. duża          | Źródło  |
| Austria (5)                |                      |                     |                     |                     |                     |         |
| Mario Innauer              | 10 stycznia 1990     | 11                  | 11                  | 9                   | –                   | [ 35 ]  |
| Manuel Poppinger           | 19 maja 1989         | –                   | –                   | –                   | 2                   | [ 36 ]  |
| Andreas Strolz             | 1 sierpnia 1988      | –                   | 11                  | 3                   | 2                   | [ 37 ]  |
| Thomas Thurnbichler        | 18 czerwca 1989      | 3                   | 11                  | 73                  | 2                   | [ 38 ]  |
| David Unterberger          | 23 września 1988     | 14                  | –                   | 14                  | 2                   | [ 39 ]  |
| Białoruś (4)               |                      |                     |                     |                     |                     |         |
| Alaksandr Hanczarou        | 24 lipca 1989        | –                   | –                   | 72                  | 18                  | [ 40 ]  |
| Siarhiej Hanczarou         | 29 października 1990 | 69                  | 15                  | 70                  | 18                  | [ 41 ]  |
| Alaksiej Murawicki         | 19 lipca 1992        | –                   | –                   | 70                  | 18                  | [ 42 ]  |
| Wasil Tamiłau              | 20 kwietnia 1988     | 58                  | 15                  | 53                  | 18                  | [ 43 ]  |
| Bułgaria (4)               |                      |                     |                     |                     |                     |         |
| Petyr Fyrtunow             | 3 czerwca 1989       | 46                  | –                   | 30                  | 13                  | [ 44 ]  |
| Wasił Iwanow               | 2 października 1992  | –                   | –                   | DSQ                 | 13                  | [ 45 ]  |
| Bogomił Pawłow             | 18 stycznia 1992     | 59                  | –                   | 66                  | 13                  | [ 46 ]  |
| Władimir Zografski         | 14 lipca 1993        | 62                  | –                   | 54                  | 13                  | [ 47 ]  |
| Chorwacja (1)              |                      |                     |                     |                     |                     |         |
| Urban Zamernik             | 8 marca 1991         | –                   | –                   | DSQ                 | –                   | [ 48 ]  |
| Czechy (5)                 |                      |                     |                     |                     |                     |         |
| Čestmír Kožíšek            | 9 listopada 1991     | –                   | –                   | 18                  | 16                  | [ 49 ]  |
| Lukáš Kubáň                | 19 lutego 1988       | 41                  | 7                   | 23                  | 16                  | [ 50 ]  |
| Robert Kubáň               | 29 września 1991     | –                   | –                   | –                   | 16                  | [ 51 ]  |
| Jiří Mazoch                | 2 stycznia 1990      | 48                  | 7                   | 46                  | 16                  | [ 52 ]  |
| Martin Plhal               | 11 października 1991 | –                   | –                   | 51                  | –                   | [ 53 ]  |
| Estonia (4)                |                      |                     |                     |                     |                     |         |
| Kristjan Ehman             | 13 września 1990     | –                   | –                   | DSQ                 | 17                  | [ 54 ]  |
| Tõnis Kartau               | 6 października 1990  | –                   | –                   | 62                  | 17                  | [ 55 ]  |
| Illimar Pärn               | 27 października 1988 | 31                  | –                   | 58                  | 17                  | [ 56 ]  |
| Mats Piho                  | 20 stycznia 1990     | DSQ                 | –                   | 14                  | 17                  | [ 57 ]  |
| Finlandia (5)              |                      |                     |                     |                     |                     |         |
| Mika Kauhanen              | 14 września 1989     | 15                  | 3                   | 10                  | 7                   | [ 58 ]  |
| Ville Larinto              | 11 kwietnia 1990     | –                   | –                   | –                   | 7                   | [ 59 ]  |
| Olli Muotka                | 14 lipca 1988        | 8                   | 3                   | 55                  | –                   | [ 60 ]  |
| Sami Niemi                 | 16 lutego 1991       | 17                  | 3                   | 44                  | 7                   | [ 61 ]  |
| Anssi Ylipulli             | 14 kwietnia 1989     | –                   | –                   | 19                  | 7                   | [ 62 ]  |
| Francja (4)                |                      |                     |                     |                     |                     |         |
| Benjamin Bourqui           | 21 sierpnia 1988     | 22                  | 7                   | 36                  | 12                  | [ 63 ]  |
| Julien Dorme               | 15 maja 1991         | –                   | –                   | 41                  | 12                  | [ 64 ]  |
| Alexandre Mabboux          | 19 września 1991     | 30                  | 7                   | 67                  | 12                  | [ 65 ]  |
| Nicolas Mayer              | 6 października 1990  | 26                  | 7                   | 39                  | 12                  | [ 66 ]  |
| Holandia (1)               |                      |                     |                     |                     |                     |         |
| Thomas de Wit              | 12 sierpnia 1991     | 71                  | –                   | 63                  | –                   | [ 67 ]  |
| Japonia (5)                |                      |                     |                     |                     |                     |         |
| Shūta Hirabayashi          | 14 stycznia 1990     | –                   | –                   | 27                  | –                   | [ 68 ]  |
| Shōtarō Hosoda             | 2 grudnia 1991       | –                   | –                   | 29                  | 5                   | [ 69 ]  |
| Kenshirō Itō               | 8 stycznia 1990      | 12                  | 2                   | 12                  | 5                   | [ 70 ]  |
| Kento Sakuyama             | 3 lipca 1990         | –                   | –                   | –                   | 5                   | [ 71 ]  |
| Shōhei Tochimoto           | 21 grudnia 1989      | 2                   | 3                   | 2                   | 5                   | [ 72 ]  |
| Kazachstan (4)             |                      |                     |                     |                     |                     |         |
| Jewgienij Charłow          | 3 stycznia 1990      | –                   | –                   | 69                  | 14                  | [ 73 ]  |
| Roman Kuriawskij           | 27 stycznia 1991     | –                   | –                   | 57                  | 14                  | [ 74 ]  |
| Jewgienij Lowkin           | 14 października 1992 | –                   | –                   | 64                  | 14                  | [ 75 ]  |
| Aleksiej Pczelincew        | 18 kwietnia 1991     | 69                  | –                   | 44                  | 14                  | [ 76 ]  |
| Niemcy (5)                 |                      |                     |                     |                     |                     |         |
| Pascal Bodmer              | 4 stycznia 1991      | 18                  | 4                   | 11                  | 1                   | [ 77 ]  |
| Severin Freund             | 11 maja 1988         | –                   | –                   | 31                  | 1                   | [ 78 ]  |
| Christoph Hänel            | 21 lipca 1989        | –                   | –                   | –                   | –                   | [ 79 ]  |
| Felix Schoft               | 6 lipca 1990         | 13                  | 4                   | 21                  | 1                   | [ 80 ]  |
| Andreas Wank               | 18 lutego 1988       | 8                   | 4                   | 1                   | 1                   | [ 81 ]  |
| Norwegia (5)               |                      |                     |                     |                     |                     |         |
| Kenneth Gangnes            | 15 maja 1989         | –                   | –                   | 5                   | 4                   | [ 82 ]  |
| Kim René Elverum Sorsell   | 6 października 1988  | 21                  | 5                   | 6                   | 4                   | [ 83 ]  |
| Eirik Kjelstrup            | 21 listopada 1989    | 33                  | 5                   | 16                  | 4                   | [ 84 ]  |
| Atle Pedersen Rønsen       | 13 sierpnia 1988     | –                   | –                   | 20                  | 4                   | [ 85 ]  |
| Andreas Stjernen           | 30 lipca 1988        | 44                  | 5                   | –                   | –                   | [ 86 ]  |
| Polska (6)                 |                      |                     |                     |                     |                     |         |
| Maciej Kot                 | 9 czerwca 1991       | 15                  | 6                   | 7                   | 3                   | [ 88 ]  |
| Dawid Kowal                | 17 grudnia 1988      | –                   | –                   | 36                  | 3                   | [ 89 ]  |
| Dawid Kubacki              | 12 marca 1990        | –                   | –                   | –                   | –                   | [ 90 ]  |
| Grzegorz Miętus            | 20 lutego 1993       | –                   | –                   | –                   | –                   | [ 91 ]  |
| Krzysztof Miętus           | 8 marca 1991         | 27                  | 6                   | 40                  | 3                   | [ 92 ]  |
| Łukasz Rutkowski           | 22 stycznia 1988     | 31                  | 6                   | 4                   | 3                   | [ 93 ]  |
| Rosja (5)                  |                      |                     |                     |                     |                     |         |
| Pawieł Karielin            | 27 kwietnia 1990     | 33                  | 10                  | 7                   | 11                  | [ 94 ]  |
| Ilmir Chazietdinow         | 28 października 1991 | 36                  | 10                  | 35                  | 11                  | [ 95 ]  |
| Aleksandr Sardyko          | 8 maja 1990          | –                   | –                   | –                   | 11                  | [ 96 ]  |
| Iwan Sawwatiejew           | 14 października 1989 | 49                  | 10                  | 22                  | 11                  | [ 97 ]  |
| Dmitrij Sporynin           | 1 czerwca 1989       | –                   | –                   | 58                  | –                   | [ 98 ]  |
| Rumunia (3)                |                      |                     |                     |                     |                     |         |
| Mihai Damian               | 2 lutego 1990        | 67                  | –                   | 49                  | –                   | [ 99 ]  |
| Szilveszter Kozma          | 27 lutego 1992       | –                   | –                   | 52                  | –                   | [ 100 ] |
| Remus Tudor                | 17 marca 1993        | –                   | –                   | DSQ                 | –                   | [ 101 ] |
| Słowacja (5)               |                      |                     |                     |                     |                     |         |
| Róbert Kartík              | 29 marca 1989        | –                   | 12                  | –                   | 15                  | [ 102 ] |
| Matúš Mistrík              | 6 sierpnia 1991      | –                   | –                   | DSQ                 | –                   | [ 103 ] |
| Mojmír Nosáľ               | 3 maja 1991          | 64                  | 12                  | 65                  | 15                  | [ 104 ] |
| Denis Šindler              | 3 marca 1992         | –                   | –                   | 68                  | 15                  | [ 105 ] |
| Tomáš Zmoray               | 26 lipca 1989        | 45                  | 12                  | 58                  | 15                  | [ 106 ] |
| Słowenia (4)               |                      |                     |                     |                     |                     |         |
| Matic Kramaršič            | 2 lutego 1990        | –                   | –                   | 58                  | 6                   | [ 107 ] |
| Rok Mandl                  | 18 lipca 1988        | –                   | –                   | 23                  | 6                   | [ 108 ] |
| Mitja Mežnar               | 30 czerwca 1988      | 4                   | 1                   | 13                  | 6                   | [ 109 ] |
| Primož Roglič              | 29 października 1989 | 5                   | 1                   | 28                  | 6                   | [ 110 ] |
| Stany Zjednoczone (5)      |                      |                     |                     |                     |                     |         |
| Nicholas Alexander         | 24 sierpnia 1988     | –                   | –                   | 56                  | 8                   | [ 111 ] |
| Buck Bailey                | 15 września 1989     | –                   | –                   | –                   | –                   | [ 112 ] |
| Nicholas Fairall           | 6 lipca 1989         | 52                  | 14                  | 41                  | 8                   | [ 113 ] |
| Christopher Lamb           | 21 czerwca 1989      | 57                  | –                   | 32                  | 8                   | [ 114 ] |
| Anders Johnson             | 23 kwietnia 1989     | 43                  | 14                  | 17                  | 8                   | [ 115 ] |
| Szwajcaria (4)             |                      |                     |                     |                     |                     |         |
| Gregor Deschwanden         | 27 lutego 1991       | –                   | –                   | 38                  | 10                  | [ 116 ] |
| Pascal Egloff              | 8 sierpnia 1992      | –                   | –                   | 43                  | 10                  | [ 117 ] |
| Rémi Français              | 24 marca 1989        | 50                  | –                   | 33                  | 10                  | [ 118 ] |
| Adrian Schuler             | 28 października 1992 | –                   | –                   | 25                  | 10                  | [ 119 ] |
| Ukraina (1)                |                      |                     |                     |                     |                     |         |
| Wołodymyr Werediuk         | 7 kwietnia 1993      | 56                  | 13                  | 61                  | –                   | [ 120 ] |
| Węgry (2)                  |                      |                     |                     |                     |                     |         |
| Ármin Csukovics            | 12 lipca 1992        | –                   | –                   | 74                  | –                   | [ 121 ] |
| István Pungor              | 13 lipca 1991        | –                   | –                   | 75                  | –                   | [ 122 ] |
| Włochy (5)                 |                      |                     |                     |                     |                     |         |
| Alessio De Crignis         | 18 maja 1990         | 54                  | 9                   | 33                  | 9                   | [ 123 ] |
| Roberto Dellasega          | 15 czerwca 1990      | –                   | –                   | 26                  | 9                   | [ 124 ] |
| Michele Liva               | 17 marca 1989        | 24                  | 9                   | 46                  | –                   | [ 125 ] |
| Andrea Morassi             | 30 sierpnia 1988     | 6                   | 9                   | 48                  | 9                   | [ 126 ] |
| Simone Morassi             | 28 listopada 1989    | 25                  | 9                   | –                   | 9                   | [ 127 ] |
| Reprezentacje kobiet       |                      |                     |                     |                     |                     |         |
| Zawodniczka                | Data urodzenia       | Miejsca na MŚJ 2007 | Miejsca na MŚJ 2007 | Miejsca na MŚJ 2008 | Miejsca na MŚJ 2008 | Źródło  |
| Zawodniczka                | Data urodzenia       | ind. norm.          | ind. norm.          | ind. norm.          | ind. norm.          | Źródło  |
| Austria (1)                |                      |                     |                     |                     |                     |         |
| Jacqueline Seifriedsberger | 20 stycznia 1991     | 6                   | 6                   | 1                   | 1                   | [ 129 ] |
| Czechy (3)                 |                      |                     |                     |                     |                     |         |
| Michaela Doleželová        | 12 lipca 1994        | 20                  | 20                  | 27                  | 27                  | [ 130 ] |
| Lucie Míková               | 21 września 1994     | –                   | –                   | 34                  | 34                  | [ 131 ] |
| Vladěna Pustková           | 11 lipca 1992        | 12                  | 12                  | 35                  | 35                  | [ 132 ] |
| Finlandia (1)              |                      |                     |                     |                     |                     |         |
| Julia Kykkänen             | 17 kwietnia 1994     | –                   | –                   | 32                  | 32                  | [ 133 ] |
| Francja (2)                |                      |                     |                     |                     |                     |         |
| Caroline Espiau            | 29 września 1992     | 7                   | 7                   | 17                  | 17                  | [ 134 ] |
| Coline Mattel              | 3 listopada 1995     | 18                  | 18                  | 31                  | 31                  | [ 135 ] |
| Holandia (2)               |                      |                     |                     |                     |                     |         |
| Lara Thomae                | 29 kwietnia 1993     | –                   | –                   | 21                  | 21                  | [ 136 ] |
| Wendy Vuik                 | 25 listopada 1988    | 29                  | 29                  | 24                  | 24                  | [ 137 ] |
| Japonia (2)                |                      |                     |                     |                     |                     |         |
| Yūki Itō                   | 10 maja 1994         | –                   | –                   | 18                  | 18                  | [ 138 ] |
| Ayuka Takeda               | 23 stycznia 1990     | 21                  | 21                  | 26                  | 26                  | [ 139 ] |
| Kanada (4)                 |                      |                     |                     |                     |                     |         |
| Nata De Leeuw              | 2 lutego 1991        | 28                  | 28                  | 12                  | 12                  | [ 140 ] |
| Zoya Lynch                 | 20 lutego 1991       | –                   | –                   | 25                  | 25                  | [ 141 ] |
| Atsuko Tanaka              | 25 stycznia 1992     | –                   | –                   | 11                  | 11                  | [ 142 ] |
| Katie Willis               | 1 maja 1991          | 2                   | 2                   | 7                   | 7                   | [ 143 ] |
| Niemcy (4)                 |                      |                     |                     |                     |                     |         |
| Melanie Faißt              | 12 lutego 1990       | 8                   | 8                   | 4                   | 4                   | [ 144 ] |
| Anna Häfele                | 26 czerwca 1989      | –                   | –                   | 5                   | 5                   | [ 145 ] |
| Lisa Rexhäuser             | 15 kwietnia 1990     | 11                  | 11                  | 28                  | 28                  | [ 146 ] |
| Juliane Seyfarth           | 19 lutego 1990       | 5                   | 5                   | 6                   | 6                   | [ 147 ] |
| Norwegia (4)               |                      |                     |                     |                     |                     |         |
| Gyda Enger                 | 14 stycznia 1993     | 17                  | 17                  | 23                  | 23                  | [ 148 ] |
| Live Frisak                | 27 czerwca 1989      | –                   | –                   | DSQ                 | DSQ                 | [ 149 ] |
| Maren Lundby               | 7 września 1994      | –                   | –                   | 30                  | 30                  | [ 150 ] |
| Silje Sprakehaug           | 4 lutego 1991        | 24                  | 24                  | 22                  | 22                  | [ 151 ] |
| Polska (1)                 |                      |                     |                     |                     |                     |         |
| Joanna Gawron              | 30 maja 1993         | –                   | –                   | 37                  | 37                  | [ 152 ] |
| Słowenia (4)               |                      |                     |                     |                     |                     |         |
| Eva Logar                  | 8 marca 1991         | 15                  | 15                  | 19                  | 19                  | [ 153 ] |
| Manja Pograjc              | 20 stycznia 1994     | –                   | –                   | 8                   | 8                   | [ 154 ] |
| Katja Požun                | 7 kwietnia 1993      | 14                  | 14                  | 3                   | 3                   | [ 155 ] |
| Maja Vtič                  | 27 stycznia 1988     | 3                   | 3                   | 15                  | 15                  | [ 156 ] |
| Stany Zjednoczone (4)      |                      |                     |                     |                     |                     |         |
| Avery Ardovino             | 13 lutego 1992       | 9                   | 9                   | 20                  | 20                  | [ 157 ] |
| Brenna Ellis               | 13 marca 1988        | 23                  | 23                  | 33                  | 33                  | [ 158 ] |
| Karin Friberg              | 17 listopada 1989    | –                   | –                   | 29                  | 29                  | [ 159 ] |
| Sarah Hendrickson          | 1 sierpnia 1994      | –                   | –                   | 16                  | 16                  | [ 160 ] |
| Szwajcaria (2)             |                      |                     |                     |                     |                     |         |
| Salome Fuchs               | 13 grudnia 1993      | 16                  | 16                  | 36                  | 36                  | [ 161 ] |
| Bigna Windmüller           | 27 lutego 1991       | –                   | –                   | 13                  | 13                  | [ 162 ] |
| Włochy (4)                 |                      |                     |                     |                     |                     |         |
| Lisa Demetz                | 21 maja 1989         | 1                   | 1                   | 14                  | 14                  | [ 163 ] |
| Evelyn Insam               | 10 lutego 1994       | –                   | –                   | 8                   | 8                   | [ 164 ] |
| Elena Runggaldier          | 10 lipca 1990        | 9                   | 9                   | 2                   | 2                   | [ 165 ] |
| Simona Senoner             | 13 czerwca 1993      | –                   | –                   | 10                  | 10                  | [ 166 ] |

Legenda:
q – zawodnik nie zakwalifikował się do konkursu głównego;
DNS – zawodnik nie wystartował w konkursie głównym;
DSQ – dyskwalifikacja;
- – zawodnik nie został zgłoszony do kwalifikacji.

## Upadki

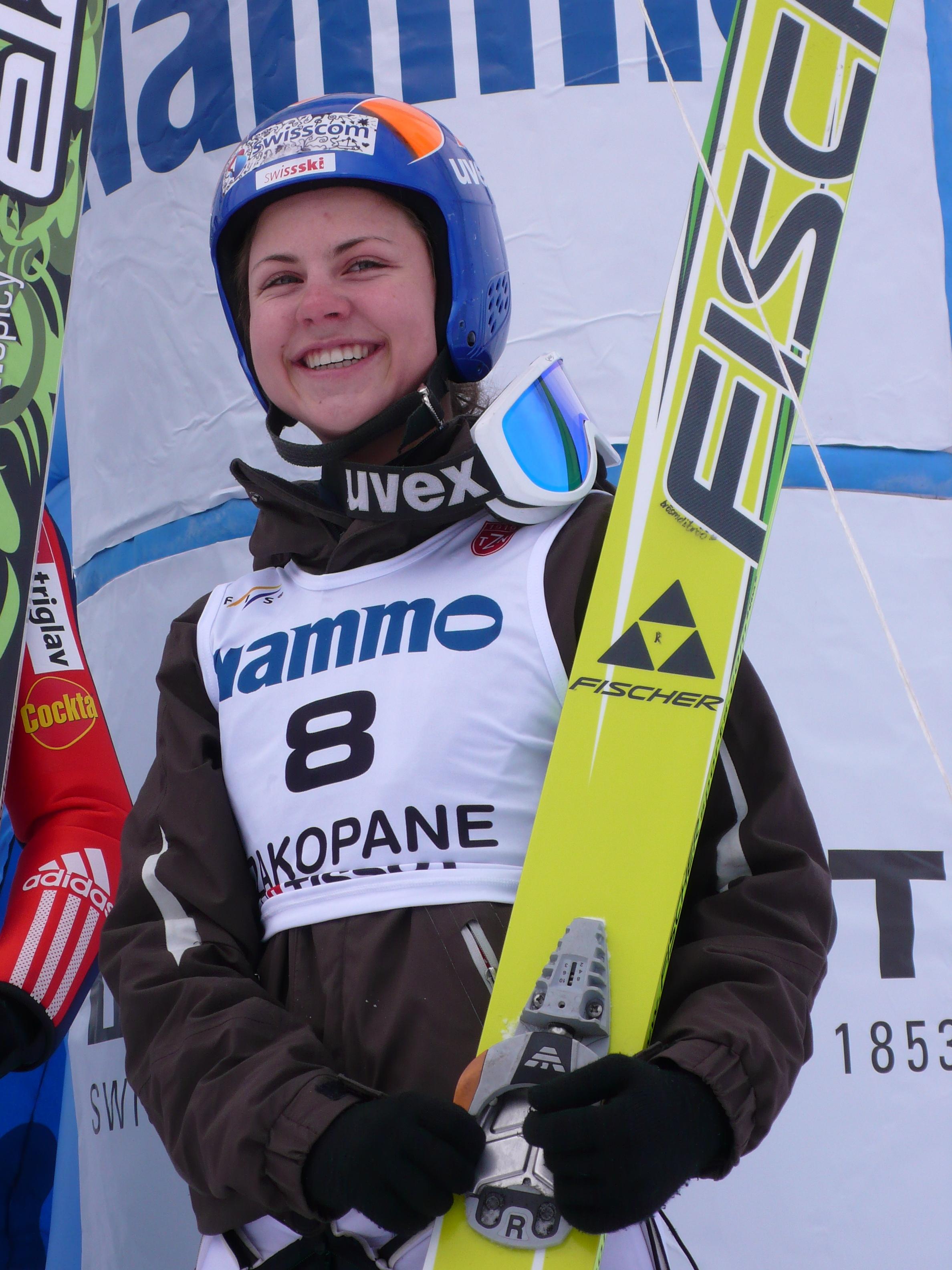
Salome Fuchs.

W trakcie konkursów na mistrzostwach świata juniorów w Zakopanem odnotowano trzy nieustane skoki. Dwa takie zdarzenia miały miejsce w trakcie konkursu mężczyzn na skoczni normalnej, a skoczkami, którzy nie ustali skoku byli Mario Innauer i Władimir Zografski. Jedyną zawodniczką, która nie ustała swojego skoku była Salome Fuchs.
Podczas konkursu drużynowego nie odnotowano żadnego upadku.